# Jules Schmalzigaug
Jules Schmalzigaug, né à Anvers en 1882 et mort à La Haye le 13 mai 1917, où il a mis fin volontairement à sa vie, est un peintre belge d'origine juive.

## Biographie
Il est originaire d'une famille aisée aux racines allemande, installée à Anvers. Très tôt, on diagnostique une scoliose au jeune garçon. Il est donc envoyé à l'étranger pour se faire soigner. À dix-sept ans, Schmalzigaug vit en internat dans un gymnasium à Dessau, en Allemagne. C'est là que l'on découvre son talent pour le dessin et que ses professeurs le poussent vers une formation artistique. Il revient brièvement à Anvers entre mars et septembre 1901 et s'inscrit à l'Académie Royale des Beaux-Arts de Bruxelles où il suit les cours d'Isidore Verheyden. Il séjourne ensuite un an à Karlsruhe en Allemagne et s'y inscrit à l'Académie des Arts.
En 1905, il effectue un tour de l'Italie durant neuf mois. L'atmosphère et la lumière de Venise ont une influence majeure sur son œuvre. Il réalise des croquis et pour la première fois des gravures. À Rome, il est le correspondant de la revue d'art L'Art Contemporain.
En 1907, il fait une tournée à travers la France, où il tombe sous le charme de l'art français.
De retour à Anvers, il devient secrétaire adjoint de la revue Kunst van Heden, active dans l'organisation d'expositions internationales. À cette époque, Anvers avait une élite juive qui jouait un rôle important dans la vie culturelle: outre Schmalzigaug, il y avait également Marten Rudelsheim, Maurits Nykerk, Jozef Posenaer, Leo J. Kryn et Victor Hageman .
Il assiste à l'Exposition universelle de 1910. À cette époque, il décide de poursuivre ses études d'art à Paris. De 1910 à 1912, il séjourne principalement dans la capitale française, où il étudie avec Lucien Simon et Émile René Ménard. Il admire les œuvres des artistes cubistes Georges Braque et Fernand Léger, mais il préfère les fauvistes français comme Pierre Bonnard et Edouard Vuillard . Schmalzigaug expose pour la première fois au Salon des Indépendants à Paris en 1911 .
À Paris en 1912, il assiste à l'exposition des futuristes italiens et tombe sous le charme de ce mouvement artistique et en particulier des peintures de Gino Severini. Il assiste à une conférence de Filippo Marinetti, le chef du futurisme italien. Il décide alors de déménager à Venise. Son séjour en Italie de 1912 à 1914 est le plus heureux et le plus fertile de sa vie. Il est retourne à Anvers pendant la période de Noël de 1912 et c'est à ce moment-là qu'Il rend visite au peintre Jakob Smits à Mol, qui lui apprend comment doser la lumière de ses œuvres selon la lumière de son atelier. De retour à Venise, Schmalzigaug installe son atelier selon ces principes. En conséquence, ses peintures se pourvoient d'une palette plus claire avec des couleurs plus intenses. Il s'intéresse alors à l'approche scientifique de la lumière et de la couleur qu'il applique dans ses travaux. Sa palette s'intensifie donc à l'été 1913. Il définit les formes de ses compositions au moyen des couleurs, et abandonne tout perspective. Inspiré par les œuvres d'Umberto Boccioni, l'artiste tente de représenter le mouvement, tout en mêlant à ses compositions des formes et des rythmes abstraits inspirés de Giacomi Balla.
Il expose six toiles en 1914 à l'exposition international du futurisme Esposizione Libera Futurista Internazionale à Rome, ce qui constitue pour lui une consécration.
Il retourne à Anvers la même année. Il est exempté de service militaire pour des raisons médicales et déménage avec sa famille à La Haye. Là, il fait la connaissance d'artistes néerlandais, mais également de compatriotes comme Georges Vantongerloo et Rik Wouters. Il est très productif durant cette période et produit tant des œuvres abstraites que figuratives. En 1915, il fonde l'école belge d'art domestique à La Haye et en devient l'adviseur artistique. Le jeune Edith Van Leckwyck suit notamment ses cours.
En 1914, il découvre la théorie des couleurs du physicien américain Ogden Rood, relatée dans le livre Modern Chromatics, with Applications to Art and Industry (publié en 1879, avec un traduction française en 1881). Ce livre, qui établit le caractère physiologique de la vision des couleurs, a un grand impact sur Schmalzigaug et il essaye d'appliquer cette théorie dans ses œuvres. Il reprend cette théorie dans le tract La Panchromie, qui paraît en un seul exemplaire vers 1916.
Il participe avec deux tableaux et quelques dessins à l'Exposition d'Art Belge au Stedelijk Museum d'Amsterdam (16 décembre 1916 - 6 janvier 1917). La réception de son œuvre par la critique est mitigée.
Dans les Pays-Bas isolés par la guerre, l'atmosphère de Venise et le contact avec les grand mouvements artistiques manquent au peintre. Il est énormément touché par la mort de son ami Umberot Boccioni. Ses dernières œuvres n'arrivent pas au niveau de sa période italienne, et il retourne à la figuration. Schmalzigaug sombre dans la dépression et se suicide le 13 mai 1917.
Schmalzigaug a été l'un des premiers artistes d'avant-garde belges à s'intéresser au futurisme italien. Il a tenté de représenter la lumière, la couleur, les vibrations et le mouvement sous toutes leurs formes. Il franchit le pas de l'abstraction via le futurisme bien avant les autres artistes belges. Ce n'est qu'après sa mort, en 1917, que certains artistes vont manifester de l'intérêt pour le futurisme, citons notamment Paul Joostens, Pierre-Louis Flouquet , Prosper De Troyer et Edmond van Dooren . Michael Palmer écrit dans son livre D'Ensor à Magritte, l'art belge 1880 - 1940 à la page 182: « Schmalzigaug n'a pas reçu beaucoup de reconnaissance en Belgique ou ailleurs. Néanmoins, il était l'un des artistes belges modernes les plus habiles et originaux. »
Plusieurs de ses œuvres se trouvent dans les musées belges : le Musée royal des beaux-arts à Anvers, les Musées royaux des beaux-arts de Belgique à Bruxelles, le Mu.ZEE à Ostende, ou encore le Musée René Magritte - Musée d'Art Abstrait à Bruxelles.

## Œuvres

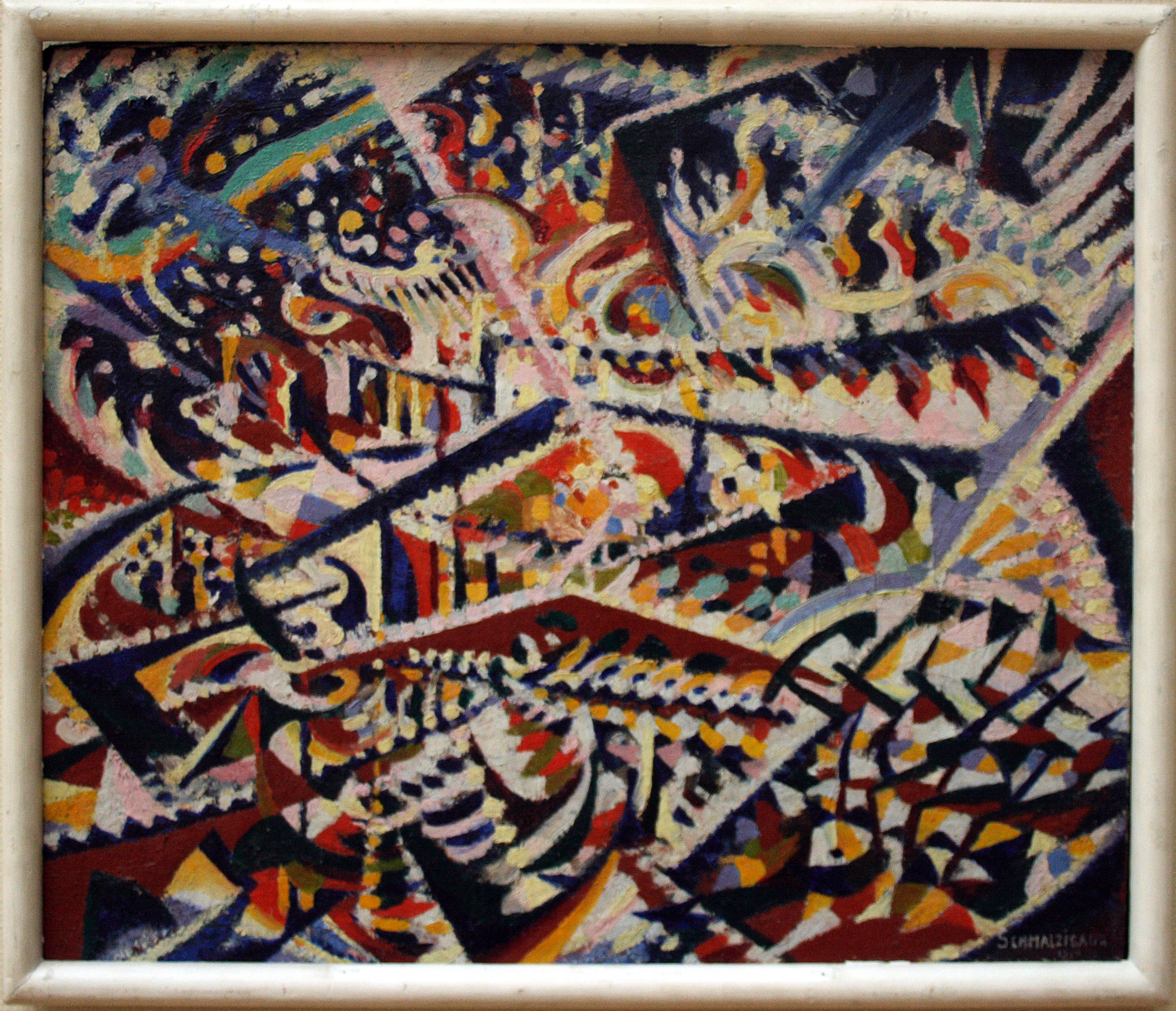
Impression dans une salle de danse, 1914
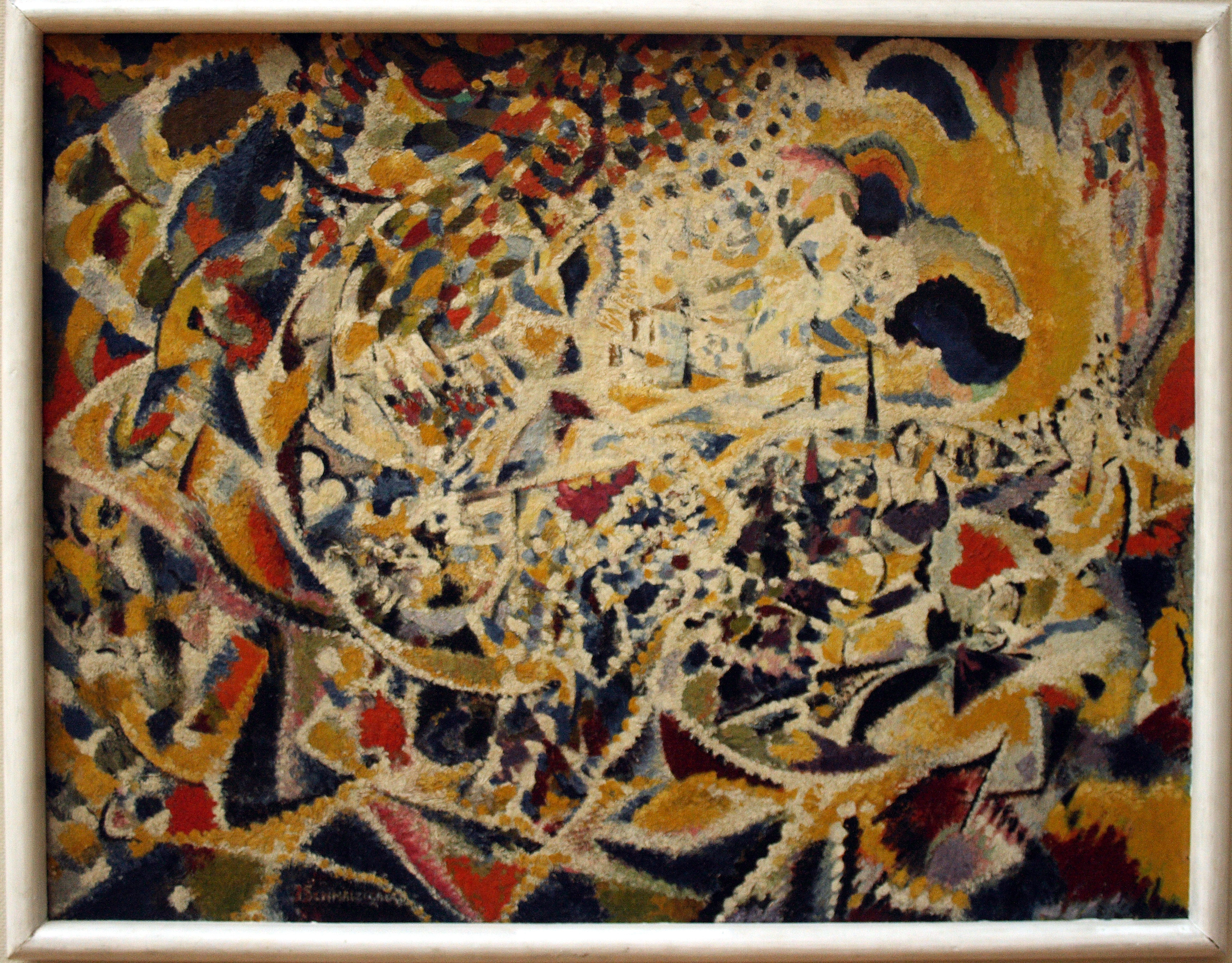
Lumière.
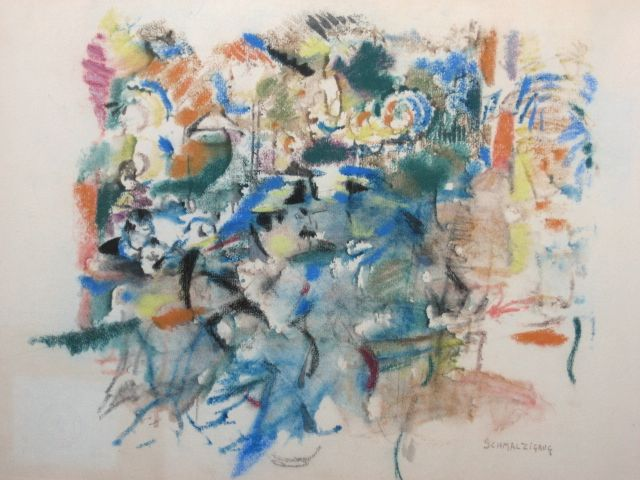
Terrasse.
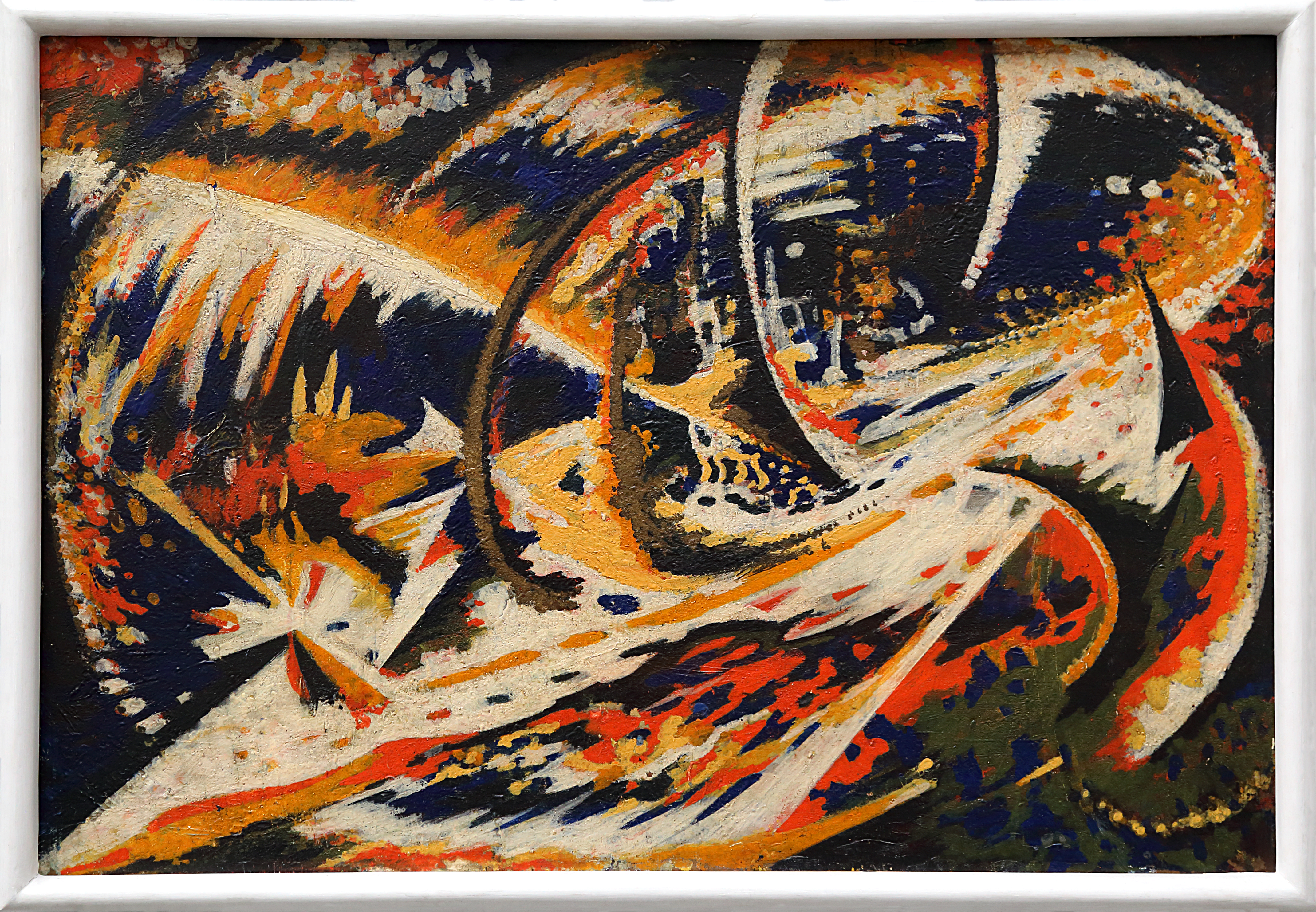
Sensation de vitesse.